# Entoloma sinuatum
A Entoloma sinuatum é uma espécie de cogumelo venenoso encontrado na Europa e na América do Norte. Alguns guias de campo se referem a ela por seus nomes científicos mais antigos, Entoloma lividum ou Rhodophyllus sinuatus. O maior cogumelo do gênero de fungos de esporos rosados, conhecido como Entoloma [en], é também a espécie-tipo. Aparecendo no final do verão e no outono, os cogumelos são encontrados em florestas decíduas em solos argilosos ou calcários, ou em parques próximos, as vezes na forma de anéis de fadas. De formato sólido, eles se assemelham a membros do gênero Tricholoma. O píleo marfim a marrom-acinzentado claro tem até 20 cm de diâmetro com uma margem que é enrolada para dentro. As lamelas sinuosas são pálidas e geralmente amareladas, tornando-se rosadas à medida que os esporos se desenvolvem. O estipe espesso e esbranquiçado não tem anel.
Quando jovem, pode ser confundido com o cogumelo comestível Calocybe gambosa ou com o Clitopilus prunulus. Foi responsável por muitos casos de envenenamento por cogumelos na Europa. A E. sinuatum causa principalmente problemas gastrointestinais que, embora geralmente não representem risco de vida, foram descritos como altamente desagradáveis. Delírio e depressão são sequelas incomuns. Em geral, não é considerado letal, embora uma fonte tenha relatado mortes causadas pelo consumo desse cogumelo.

## Taxonomia

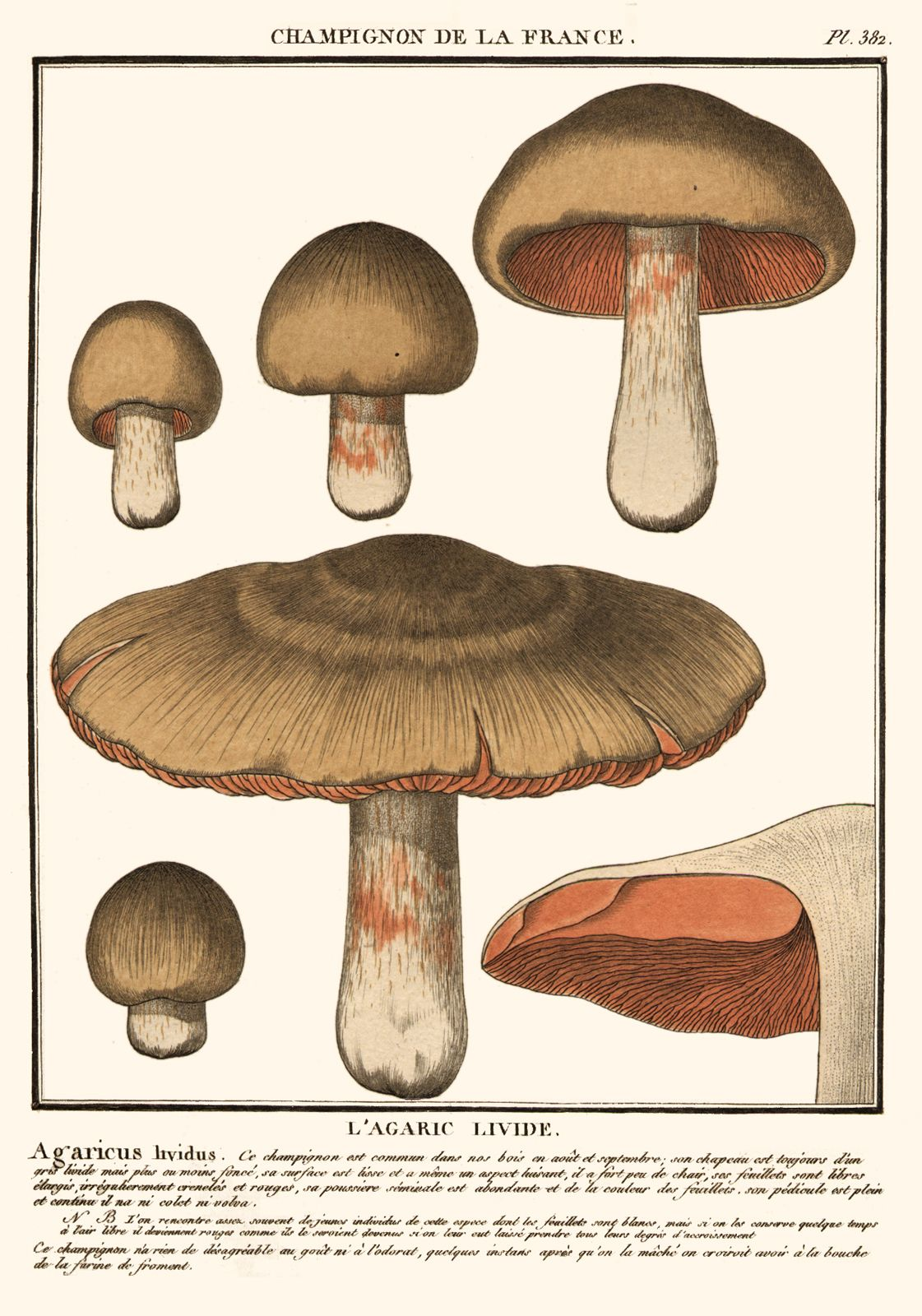
Ilustração original de Bulliard da Agaricus lividus em seu Champignon de la France de 1788, que se descobriu ser uma representação da Pluteus cervinus.

A saga do nome dessa espécie começa em 1788 com a publicação da parte 8 do Herbier de la France de Jean Baptiste Bulliard. Nele havia a placa 382, representando um cogumelo que ele chamou de Agaricus lividus. Em 1872, Lucien Quélet registrou uma espécie que ele chamou de "Entoloma lividus Bull."; embora todos os autores subsequentes concordem que essa é uma referência bastante clara ao nome de Bulliard, Quélet forneceu uma descrição que geralmente é considerada como sendo de uma espécie diferente da de Bulliard. Nesse meio tempo, em 1801, Christiaan Persoon descreveu a Agaricus sinuatus em sua Synopsis Methodica Fungorum e baseou esse nome em outra placa (número 579) publicada na última parte da obra de Bulliard, que o último rotulou como "agaric sinué". O micologista alemão Paul Kummer reclassificou-o como Entoloma sinuatum em 1871.
Por muitos anos, o nome e a descrição de Quélet foram considerados válidos porque o nome de Bulliard era anterior ao de Persoon. No entanto, em 1950, uma alteração no Código Internacional de Nomenclatura Botânica (denominado Código de Estocolmo, em homenagem à cidade onde o Congresso Internacional de Botânica estava sendo realizado) fez com que apenas os nomes de fungos publicados após 1801 ou 1821 (dependendo do holótipo) fossem válidos. Isso significou que, de repente, o nome de Bulliard não era mais um nome válido, e agora era o nome de Persoon que tinha prioridade. No entanto, era um nome bem conhecido, e a situação já caótica causada por uma mudança em um nome em latim famoso foi ainda mais complicada por outra sugestão de Quélet. Em 1886, ele propôs um novo gênero, mais amplo, que incluía todos os fungos com lamelas rosas com fixação adnatas ou sinuosas ao estipe, e esporos angulares: Rhodophyllus. Essas duas abordagens para a colocação do gênero, usando Rhodophyllus ou Entoloma, coexistiram por muitas décadas, com micologistas e guias seguindo uma ou outra; Henri Romagnesi, que estudou o gênero por mais de quarenta anos, favoreceu Rhodophyllus, assim como inicialmente Rolf Singer. Entretanto, a maioria das outras autoridades tendeu a favorecer Entoloma e Singer admitiu que o nome era muito mais amplamente utilizado e o adotou em seu texto Agaricales in Modern Taxonomy em 1986.

Nesse ínterim, foi amplamente aceito que a alteração de 1950 no Código de Estocolmo causou mais problemas do que resolveu e, em 1981, o Código de Sydney restabeleceu a validade dos nomes anteriores a 1801, mas criou o status de nome sancionado para aqueles usados nas obras fundamentais de Persoon e Elias Magnus Fries. Assim, Entoloma sinuatum, que Fries havia sancionado, ainda tinha de ser usado para a espécie descrita por Quélet, embora o nome de Bulliard fosse o mais antigo. Mais ou menos na mesma época, Machiel Noordeloos reexaminou o nome de Bulliard com mais detalhes e descobriu que ele não apenas era ilegítimo (e, portanto, não estava disponível para uso) porque William Hudson já o havia usado dez anos antes para uma espécie diferente, mas a ilustração de Bulliard claramente não era um Entoloma, mas uma espécie de Pluteus, um gênero que é apenas distantemente relacionado ao Entoloma. Como isso tornou o nome de Quélet definitivamente inutilizável para o Entoloma, e porque na época ele e Romagnesi acreditavam que havia motivos para tratar a E. lividum de Quélet e a E. sinuatum de Persoon como espécies separadas, ele teve que cunhar um terceiro nome para a espécie de Quélet: Entoloma eulividum. No entanto, mais tarde ele mudou de ideia sobre essa questão, combinando novamente seu próprio Entoloma eulividum e E. sinuatum, de modo que o nome de Persoon é agora universalmente reconhecido. Por ter sido amplamente usado anteriormente e Quélet ter fornecido uma boa descrição e ilustração (que, segundo o proponente, era melhor considerada como uma nova espécie do que uma mera colocação do nome de Bulliard em outro gênero), foi feita uma proposta em 1999 para conservar Entoloma lividum e, assim, restaurar seu uso. No entanto, ela fracassou porque E. sinuatum já estava em uso (se não universalmente) há muitos anos e era, portanto, um nome bem conhecido para a espécie.
|  | \| \| E. sinuatum \| \| \| \| \| \| E. sp. 1 \| \| \| \| |
|  |                                                          |
|  | E. sordidulum                                            |
|  |                                                          |
|  | E. sinuatum                                              |
|  |                                                          |
|  | E. sp. 1                                                 |
|  |                                                          |

|  | E. sinuatum |
|  |             |
|  | E. sp. 1    |
|  |             |

|  | E. politum     |
|  |                |
|  | E. rhodopolium |
|  |                |

|  | \| \| E. sinuatum \| \| \| \| \| \| E. sp. 1 \| \| \| \| |
|  |                                                          |
|  | E. sordidulum                                            |
|  |                                                          |
|  | E. sinuatum                                              |
|  |                                                          |
|  | E. sp. 1                                                 |
|  |                                                          |

|  | E. sinuatum |
|  |             |
|  | E. sp. 1    |
|  |             |

|  | E. politum     |
|  |                |
|  | E. rhodopolium |
|  |                |

|  | \| \| E. sinuatum \| \| \| \| \| \| E. sp. 1 \| \| \| \| |
|  |                                                          |
|  | E. sordidulum                                            |
|  |                                                          |
|  | E. sinuatum                                              |
|  |                                                          |
|  | E. sp. 1                                                 |
|  |                                                          |

|  | E. sinuatum |
|  |             |
|  | E. sp. 1    |
|  |             |

|  | E. politum     |
|  |                |
|  | E. rhodopolium |
|  |                |

|  | \| \| E. sinuatum \| \| \| \| \| \| E. sp. 1 \| \| \| \| |
|  |                                                          |
|  | E. sordidulum                                            |
|  |                                                          |
|  | E. sinuatum                                              |
|  |                                                          |
|  | E. sp. 1                                                 |
|  |                                                          |

|  | E. sinuatum |
|  |             |
|  | E. sp. 1    |
|  |             |

|  | E. politum     |
|  |                |
|  | E. rhodopolium |
|  |                |

|  | E. sericatum     |
|  |                  |
|  | E. myrmecophilum |
|  |                  |

|  | \| \| E. sinuatum \| \| \| \| \| \| E. sp. 1 \| \| \| \| |
|  |                                                          |
|  | E. sordidulum                                            |
|  |                                                          |
|  | E. sinuatum                                              |
|  |                                                          |
|  | E. sp. 1                                                 |
|  |                                                          |

|  | E. sinuatum |
|  |             |
|  | E. sp. 1    |
|  |             |

|  | E. politum     |
|  |                |
|  | E. rhodopolium |
|  |                |

|  | \| \| E. sinuatum \| \| \| \| \| \| E. sp. 1 \| \| \| \| |
|  |                                                          |
|  | E. sordidulum                                            |
|  |                                                          |
|  | E. sinuatum                                              |
|  |                                                          |
|  | E. sp. 1                                                 |
|  |                                                          |

|  | E. sinuatum |
|  |             |
|  | E. sp. 1    |
|  |             |

|  | E. politum     |
|  |                |
|  | E. rhodopolium |
|  |                |

|  | \| \| E. sinuatum \| \| \| \| \| \| E. sp. 1 \| \| \| \| |
|  |                                                          |
|  | E. sordidulum                                            |
|  |                                                          |
|  | E. sinuatum                                              |
|  |                                                          |
|  | E. sp. 1                                                 |
|  |                                                          |

|  | E. sinuatum |
|  |             |
|  | E. sp. 1    |
|  |             |

|  | E. politum     |
|  |                |
|  | E. rhodopolium |
|  |                |

|  | \| \| E. sinuatum \| \| \| \| \| \| E. sp. 1 \| \| \| \| |
|  |                                                          |
|  | E. sordidulum                                            |
|  |                                                          |
|  | E. sinuatum                                              |
|  |                                                          |
|  | E. sp. 1                                                 |
|  |                                                          |

|  | E. sinuatum |
|  |             |
|  | E. sp. 1    |
|  |             |

|  | E. politum     |
|  |                |
|  | E. rhodopolium |
|  |                |

|  | E. sericatum     |
|  |                  |
|  | E. myrmecophilum |
|  |                  |

|  | \| \| E. sinuatum \| \| \| \| \| \| E. sp. 1 \| \| \| \| |
|  |                                                          |
|  | E. sordidulum                                            |
|  |                                                          |
|  | E. sinuatum                                              |
|  |                                                          |
|  | E. sp. 1                                                 |
|  |                                                          |

|  | E. sinuatum |
|  |             |
|  | E. sp. 1    |
|  |             |

|  | E. politum     |
|  |                |
|  | E. rhodopolium |
|  |                |

|  | \| \| E. sinuatum \| \| \| \| \| \| E. sp. 1 \| \| \| \| |
|  |                                                          |
|  | E. sordidulum                                            |
|  |                                                          |
|  | E. sinuatum                                              |
|  |                                                          |
|  | E. sp. 1                                                 |
|  |                                                          |

|  | E. sinuatum |
|  |             |
|  | E. sp. 1    |
|  |             |

|  | E. politum     |
|  |                |
|  | E. rhodopolium |
|  |                |

|  | \| \| E. sinuatum \| \| \| \| \| \| E. sp. 1 \| \| \| \| |
|  |                                                          |
|  | E. sordidulum                                            |
|  |                                                          |
|  | E. sinuatum                                              |
|  |                                                          |
|  | E. sp. 1                                                 |
|  |                                                          |

|  | E. sinuatum |
|  |             |
|  | E. sp. 1    |
|  |             |

|  | E. politum     |
|  |                |
|  | E. rhodopolium |
|  |                |

|  | \| \| E. sinuatum \| \| \| \| \| \| E. sp. 1 \| \| \| \| |
|  |                                                          |
|  | E. sordidulum                                            |
|  |                                                          |
|  | E. sinuatum                                              |
|  |                                                          |
|  | E. sp. 1                                                 |
|  |                                                          |

|  | E. sinuatum |
|  |             |
|  | E. sp. 1    |
|  |             |

|  | E. politum     |
|  |                |
|  | E. rhodopolium |
|  |                |

|  | E. sericatum     |
|  |                  |
|  | E. myrmecophilum |
|  |                  |

|  | \| \| E. sinuatum \| \| \| \| \| \| E. sp. 1 \| \| \| \| |
|  |                                                          |
|  | E. sordidulum                                            |
|  |                                                          |
|  | E. sinuatum                                              |
|  |                                                          |
|  | E. sp. 1                                                 |
|  |                                                          |

|  | E. sinuatum |
|  |             |
|  | E. sp. 1    |
|  |             |

|  | E. politum     |
|  |                |
|  | E. rhodopolium |
|  |                |

|  | \| \| E. sinuatum \| \| \| \| \| \| E. sp. 1 \| \| \| \| |
|  |                                                          |
|  | E. sordidulum                                            |
|  |                                                          |
|  | E. sinuatum                                              |
|  |                                                          |
|  | E. sp. 1                                                 |
|  |                                                          |

|  | E. sinuatum |
|  |             |
|  | E. sp. 1    |
|  |             |

|  | E. politum     |
|  |                |
|  | E. rhodopolium |
|  |                |

|  | \| \| E. sinuatum \| \| \| \| \| \| E. sp. 1 \| \| \| \| |
|  |                                                          |
|  | E. sordidulum                                            |
|  |                                                          |
|  | E. sinuatum                                              |
|  |                                                          |
|  | E. sp. 1                                                 |
|  |                                                          |

|  | E. sinuatum |
|  |             |
|  | E. sp. 1    |
|  |             |

|  | E. politum     |
|  |                |
|  | E. rhodopolium |
|  |                |

|  | \| \| E. sinuatum \| \| \| \| \| \| E. sp. 1 \| \| \| \| |
|  |                                                          |
|  | E. sordidulum                                            |
|  |                                                          |
|  | E. sinuatum                                              |
|  |                                                          |
|  | E. sp. 1                                                 |
|  |                                                          |

|  | E. sinuatum |
|  |             |
|  | E. sp. 1    |
|  |             |

|  | E. politum     |
|  |                |
|  | E. rhodopolium |
|  |                |

|  | E. sericatum     |
|  |                  |
|  | E. myrmecophilum |
|  |                  |

O epíteto específico sinuatum é a palavra em latim para "ondulado", referindo-se ao formato do píleo, enquanto o nome genérico é derivado das palavras gregas antigas entos/ἐντός "interior" e lóma/λῶμα "franja" ou "bainha" devido à margem enrolada. O epíteto específico lividum foi derivado da palavra em latim līvǐdus "cor de chumbo". Os vários nomes comuns na língua inglesa incluem livid entoloma, livid agaric, livid pinkgill,  leaden entoloma, lead poisoner, e grey pinkgill. Na região de Dijon, na França, era conhecido como le grand empoisonneur de la Côte-d'Or ("o grande envenenador da Côte d'Or"). O próprio Quélet, que foi envenenado pelo fungo, chamou-o de "o expurgo do moleiro", semelhante a outro nome comum de "falso moleiro".
Dentro do grande gênero Entoloma, que contém mais de 1.900 espécies, a E. sinuatum foi classicamente colocada na seção Entoloma dentro do subgênero Entoloma e é a espécie-tipo do gênero. Um estudo de 2009 que analisou as sequências de DNA e a morfologia dos esporos constatou que ela se encontra em um clado rhodopolioide com (entre outras espécies) E. sordidulum, E. politum e E. rhodopolium, e mais estreitamente relacionado a E. sp.1. Esse clado rhodopolioide se encontra em uma coroa do clado Entoloma.

## Descrição

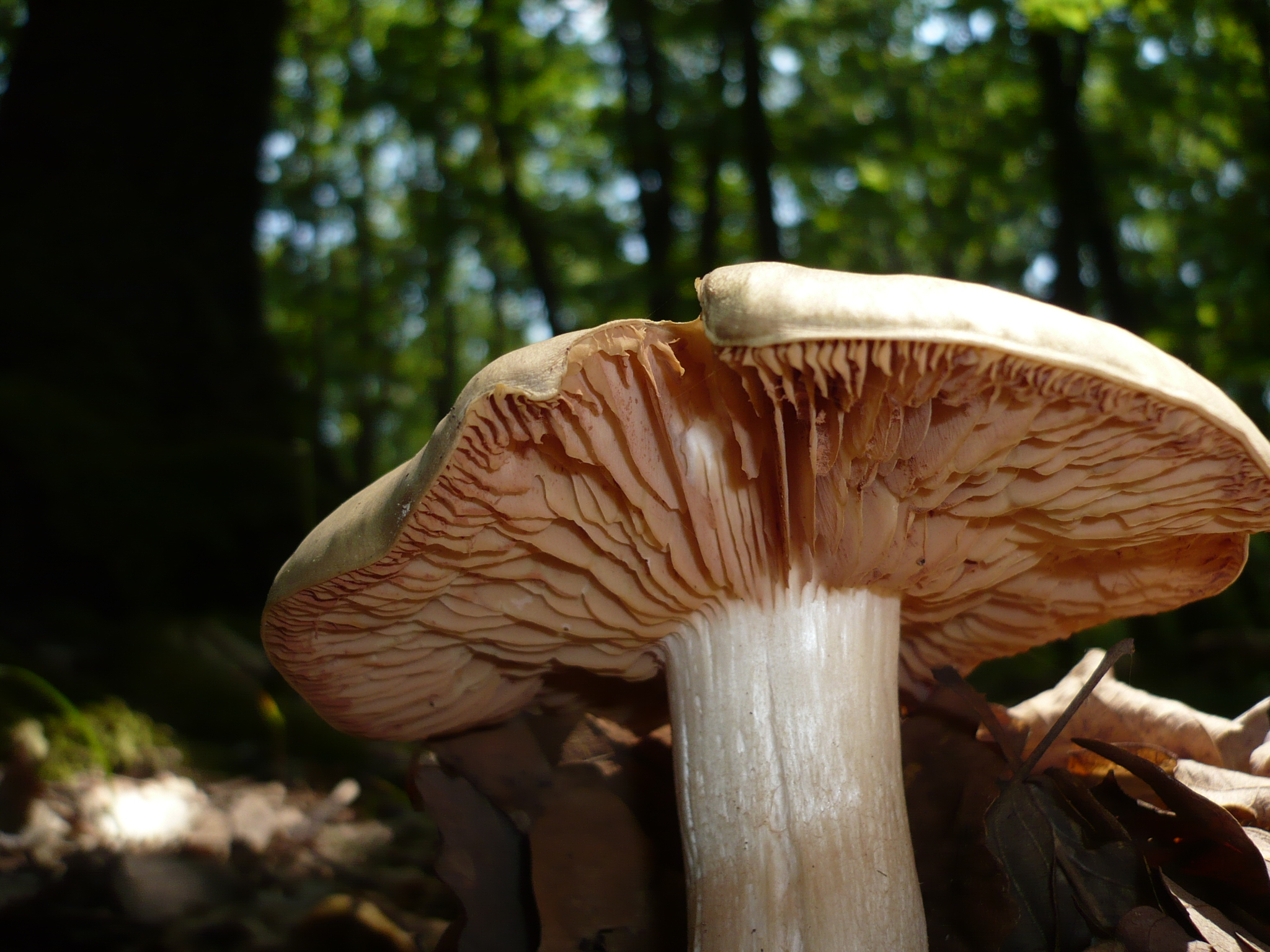
As lamelas dos cogumelos maduros escurecem para rosa e depois para vermelho.

O maior membro de seu gênero, a Entoloma sinuatum tem um imponente basidioma epígeo (acima do solo), com um píleo de 6 a 20 cm de largura, embora diâmetros de 30 cm tenham sido registrados. O píleo é convexo a plano, muitas vezes com um umbo rombudo no centro e margens onduladas, de cor branco-marfim a marrom-acinzentado claro, escurecendo com a idade. As lamelas distantes são sinuosas (entalhadas em seu ponto de fixação ao estipe) a quase livres, geralmente (mas nem sempre) branco-amareladas antes de escurecerem para rosa e depois vermelho. Intercaladas entre as lamelas estão as lamélulas (lamelas curtas que não se estendem completamente da margem do píleo até o estipe). Quando visto por baixo do píleo, um sulco característico conhecido coloquialmente como "fosso" pode ser visto no padrão de lamelas circunavegando o estipe. A forma que não apresenta cor amarela nas lamelas é rara, mas muito difundida, e foi registrada na Áustria, França e Holanda.
O estipe branco e robusto não tem anel e tem de 4 a 20 cm de altura e 0,5 a 4 cm de diâmetro. Pode ser bulboso na base. O sabor é suave, embora possa ser desagradável. O odor forte e incomum do cogumelo pode ser difícil de descrever; ele pode ter cheiro de farinha, mas geralmente é desagradável e rançoso. A esporada é marrom-avermelhada, com esporos angulares de 8 a 11 por 7 a 9,5 μm, com aproximadamente seis lados e formato globular. Os basídios têm quatro esporos e com fíbulas. A borda da lamela é fértil e os cistídios estão ausentes.

### Espécies semelhantes
A confusão com o conceituado cogumelo Clitopilus prunulus é uma causa comum de envenenamento na França; esse último fungo tem um píleo branco-acinzentado e lamelas decorrentes esbranquiçadas que se tornam rosadas com a maturidade. Os basidiomas jovens da Entoloma sinuatum também podem ser confundidos com o cogumelo Calocybe gambosa, embora as lamelas desse último sejam aglomeradas e de cor creme, e com o agárico Clitocybe nebularis, que tem lamelas decorrentes esbranquiçadas e um odor incomum de amido rançoso. Para complicar a situação, ela geralmente cresce perto dessas espécies comestíveis. Seu tamanho e forma gerais se assemelham aos membros do gênero Tricholoma, embora a cor dos esporos (branca no Tricholoma, rosada no Entoloma) e a forma (angular no Entoloma) ajudem a distingui-la. A rara e comestível Tricholoma columbetta tem um píleo e estipe acetinados e um odor fraco, não farináceo. A E. sinuatum pode ser confundida com Clitocybe multiceps no noroeste do Pacífico da América do Norte, embora este último tenha esporos brancos e geralmente cresça em grupos. Um observador casual pode confundi-lo com um cogumelo do campo comestível (Agaricus campestris), mas essa espécie tem um anel no estipe, lamelas rosas que se tornam marrom-chocolate na maturidade e uma esporada marrom-escura. A espécie norte-americana E. albidum, pouco conhecida, assemelha-se à E. sinuatum, mas também é venenosa.

## Habitat e distribuição
A Entoloma sinuatum é bastante comum e difundida na América do Norte até o sul do Arizona. Também ocorre em toda a Europa, incluindo a Irlanda e a Grã-Bretanha, embora seja mais comum nas partes sul e central da Europa do que no noroeste. Na Ásia, foi registrada na região do Mar Negro, na província de Adıyaman, na Turquia, no Irã e no norte de Yunnan, na China.
Os cogumelos da E. sinuatum crescem sozinhos ou em grupos, e também foram encontrados formando anéis de fadas. Aparecem principalmente no outono e também no verão na América do Norte, enquanto na Europa a estação é relatada como final do verão e outono. São encontrados em florestas decíduas sob carvalho, faia e, menos comumente, bétula, geralmente em solos argilosos ou calcários, mas podem se espalhar para parques, campos e áreas gramadas próximas. A maioria dos membros do gênero é saprófita, embora essa espécie tenha sido registrada como formadora de uma relação ectomicorrízica com salgueiro (Salix).

## Toxicidade
Em 1961, esse fungo foi citado como responsável por 10% de todos os envenenamentos por cogumelos na Europa. Em 1983, 70 pessoas precisaram de tratamento hospitalar somente em Genebra e o fungo foi responsável por 33 dos 145 casos de envenenamento por cogumelos em um período de cinco anos em um único hospital em Parma. Diz-se que o envenenamento é principalmente de natureza gastrointestinal; os sintomas de diarreia, vômito e dor de cabeça ocorrem de 30 minutos a 2 horas após o consumo e duram até 48 horas. Pode ocorrer toxicidade hepática aguda e sintomas psiquiátricos, como distúrbio de humor ou delírio. Raramente, os sintomas de depressão podem durar meses. Pelo menos uma fonte relata que houve fatalidades em adultos e crianças. O tratamento hospitalar de envenenamento por esse cogumelo geralmente é de suporte; medicamentos antiespasmódicos podem diminuir as cólicas abdominais e o carvão ativado pode ser administrado logo no início para ligar a toxina residual. Fluidos intravenosos podem ser necessários se a desidratação for extensa, especialmente em crianças e idosos. A metoclopramida pode ser usada em casos de vômitos recorrentes após o esvaziamento do conteúdo gástrico. A identidade da(s) toxina(s) é desconhecida, mas a análise química estabeleceu que há alcaloides presentes no cogumelo.
Um estudo de elementos traço em cogumelos na região oriental do Mar Negro, na Turquia, constatou que a E. sinuatum tinha os níveis mais altos de cobre (64,8 ± 5,9 μg/g de material seco - insuficiente para ser tóxico) e zinco (198 μg/g) registrados. Os píleos e estipes testados em uma área com altos níveis de mercúrio no sudeste da Polônia mostraram que ele bioacumula níveis muito mais altos de mercúrio do que outros fungos. O elemento também foi encontrado em altos níveis no substrato rico em húmus. A Entoloma sinuatum também acumula compostos contendo arsênico; dos cerca de 40 μg de arsênio presentes por grama de tecido fresco do cogumelo, cerca de 8% eram arsenito e os outros 92% eram arsenato.

### Textos citados
- Benjamin, Denis R. (1995). Mushrooms: Poisons and Panaceas—A Handbook for Naturalists, Mycologists and Physicians. New York, New York: WH Freeman and Company. ISBN 0-7167-2600-9
- Noordeloos, Machiel E. (1992). Entoloma s.l. Col: Fungi Europaei, 5 (em italiano). Saronno, Italy: Giovanna Biella. OCLC 27190030

## Links externos
- Entoloma sinuatum em Index Fungorum
- Imagens em Mushroom Observer